# Ferdinando Barbieri
Ferdinando Barbieri (ur. 29 sierpnia 1907 w Genui, zm. 8 października 1997 także) – włoski kierowca wyścigowy.

## Życiorys
W latach 30. grupa entuzjastów sportów motorowych kupowała, a następnie podarowywała samochody wyścigowe utalentowanym młodym kierowcom. Jednym z takich zawodników był Nando Barbieri, który w 1933 roku otrzymał od człowieka nazwiskiem Capredoni bądź Capreolini Maserati 4CM z silnikiem 1,1 litra. Kierowca wygrał wyścig w Montenero i był drugi w Pescarze. Został zgłoszony w barwach Scuderia Ferrari na Grand Prix Monzy, a pod koniec sezonu wraz z Franco Comottim wygrał wyścig samochodów sportowych Principessa di Piemonte. W sezonie 1934 wygrał w barwach Ferrari wyścig górski Parma-Poggio di Berceto, a także był drugi w Targa Florio i wyścigu górskim Stelvio. W roku 1935 ścigał się Alfą Romeo Tipo B i Maserati 4CM dla Franco Sardiego. Zajął wówczas trzecie miejsce w Targa Florio i wziął udział w Grand Prix Szwajcarii. W latach 1936–1937 ścigał się w barwach należącego do Giacomo de Rhama zespołu Scuderia Maremmana. Po rozwiązaniu zespołu Barbieri zaprzestał ścigania. Zmarł w Genui w 1997 roku.

## Wyniki w Mistrzostwach Europy
| Punktacja mistrzostw Europy AIACR | Punktacja mistrzostw Europy AIACR    | Punktacja mistrzostw Europy AIACR |
| Kolor                             | Rezultat                             | Punkty                            |
| --------------------------------- | ------------------------------------ | --------------------------------- |
| Złoty                             | Zwycięzca                            | 1                                 |
| Srebrny                           | 2 miejsce                            | 2                                 |
| Brązowy                           | 3 miejsce                            | 3                                 |
| Zielony                           | Przynajmniej 75% rezultatu zwycięzcy | 4                                 |
| Niebieski                         | 50%-75% rezultatu zwycięzcy          | 5                                 |
| Fioletowy                         | 25%-50% rezultatu zwycięzcy          | 6                                 |
| Czerwony                          | Poniżej 25% rezultatu zwycięzcy      | 7                                 |
| Czarny                            | Zdyskwalifikowany                    | 8                                 |
| Biały                             | Nie brał udziału                     | 8                                 |

| Sezon | Zespół       | Samochód          | Silnik          | Wyniki w poszczególnych eliminacjach | Wyniki w poszczególnych eliminacjach | Wyniki w poszczególnych eliminacjach | Wyniki w poszczególnych eliminacjach | Wyniki w poszczególnych eliminacjach | Pkt. | Msc. |
| ----- | ------------ | ----------------- | --------------- | ------------------------------------ | ------------------------------------ | ------------------------------------ | ------------------------------------ | ------------------------------------ | ---- | ---- |
| 1935  |              |                   |                 | Belgia                               | III Rzesza                           | Szwajcaria                           |                                      |                                      | 55   | 32   |
| 1935  | Franco Sardi | Alfa Romeo Tipo B | Maserati 2.9 R8 | -                                    | -                                    | NU                                   | -                                    | -                                    | 55   | 32   |